# Fattore XI
Il fattore XI (FXI), anche noto come antecedente plasmatico della tromboplastina o PTA, fu identificato nel 1953 da Rosenthal per questo motivo viene chiamato anche fattore di Rosenthal.
Il fattore XI è una glicoproteina formata da due subunità ed è essenziale per la coagulazione del sangue.
A seguito di una lesione di un vaso viene attivata la liberazione di fosfolipidi piastrinici e del fattore XII che agisce enzimaticamente sul fattore XI ed insieme ad un chininogeno prodotto dal fegato e alla precallicreina provoca l'attivazione dello stesso fattore XI.
Ricerche sperimentali ed epidemiologiche hanno rivelato che un deficit del FXI si correla a una minore incidenza di eventi trombotici, senza un incremento significativo del rischio emorragico. Questa scoperta ha aperto la strada allo sviluppo di inibitori specifici del FXI, con l’obiettivo di spezzare il legame tra trombosi e sanguinamento. 
Un tipo di emofilia, la C, è dovuta all'assenza o alla carenza di questo fattore. In quanto il deficit del FXI può indurre uno stato iperfibrinolitico, per il trattamento dei pazienti affetti dal suddetto deficit possono essere utili anche gli antifibrinolitici (acido aminocaproico, acido tranexamico).